# Cardwell (Missouri)
Pour les articles homonymes, voir Cardwell.
Cardwell est une ville du comté de Dunklin, dans le Missouri, aux États-Unis,. Située au sud-ouest du comté, elle est incorporée en 1895.

## Démographie
Lors du recensement de 2010, la ville comptait une population de 713 habitants. Elle est estimée, en 2016, à 677 habitants.

### Source de la traduction
- (en) Cet article est partiellement ou en totalité issu de l’article de Wikipédia en anglais intitulé « Cardwell, Missouri » (voir la liste des auteurs).